# 데모크리토스
데모크리토스(고대 그리스어: Δημόκριτος, Democritus, 기원전 460년 무렵 ~ 380년 무렵)는 고대 그리스의 철학자이다.

## 생애
아폴로도로스와 디오게네스 라에르티오스의 전기에 따르면 데모크리토스는 기원전 약 470 - 460년에 그리스 북부 지방 트라키아의 해안 도시 압데라에서 부유한 시민인 헤게시스트라토스의 아들로 태어났다. 전하는 바에 의하면 데모크리토스는 젊은 시절에 바빌로니아와 이집트를 여행하였다고 한다 (클레멘스, 스트로마타 1.69). 레우키포스에게서 배운 후, 그 생애의 대부분을 연구와 저술 및 교수로서 보냈다. 이 밖의 개인적인 면에 대해서는 크게 알려진 바가 없다.
데모크리토스는 전소크라테스 철학자 가운데 마지막 큰 인물로서 소크라테스와 거의 비슷한 시기에 활동한 것으로 여겨진다. 그의 철학 사상은 물질주의에 바탕을 둔 이른바 원자론을 먼저 손꼽을 수 있으며, 윤리학, 인식론 등은 데모크리토스의 원자 개념과 깊은 인연을 맺었다.

## 철학 사상
형이상학적 결정론은 데모크리토스에 의해 잘 표명되었다. 과거만이 아니라 미래까지도 그리고 사물의 아주 작은 부분까지도 이미 오래전에 결정되어 있다는 것이다. 정치이론가이기도 하다.

### 원자론
그는 '고대 원자론'을 완성하였다. 즉, 이 세계의 모든 것이 많은 원자로 이루어져 있으며, 세계는 이 원자와 텅 빈 공간으로 이루어지고 있다고 생각하였다. 그리고 "원자가 합쳐지기도 하고 떨어지기도 하면서 자연의 모든 변화가 일어난다"고 하였다. 이 같은 입장에서 사물의 발달과 문화의 발달 등을 설명하였다. 이 원자론을 중심으로 하는 그의 학설은 고대 그리스에 있어서 초기 유물론의 완성인 동시에, 후기 에피쿠로스 및 근세 물리학의 발전에 결정적인 영향을 주었다.

## 유실된 작품들
디오게네스 라에르티오스의 기록에 따르면 데모크리토스의 저서들은 다음과 같다. <대우주론>, <소우주론>, <우주지>, <행성에 관하여>, <자연에 관하여>, <인간의 본성에 관하여>, <지성에 관하여>, <감각에 관하여>, <영혼에 관하여>, <맛에 관하여>, <색에 관하여>, <원자의 다양한 움직임에 관하여>, <형태 변화에 관하여>, <천체 현상의 원인들>, <대기 현상의 원인들>, <불과 불타는 것에 관하여>, <청각 현상의 원인들>, <자석에 관하여>, <씨앗과 식물과 열매의 원인들>, <동물에 관하여>, <하늘에 대한 기술>, <지리학>, <극에 대한 기술>, <기하학에 관하여>, <기하학적 실재들>, <원과 구의 접선에 관하여>, <수론>, <무리수 선분과 입체에 관하여>, <투영>, <천문학>, <천문표>, <광선에 관하여>, <반사된 상에 관하여>, <리듬과 하모니에 관하여>, <시에 관하여>, <노래의 아름다움에 관하여>, <화음과 불협화음에 관하여>, <호메로스에 관하여>, <표현과 언어의 정확함에 관하여>, <말에 관하여>, <이름에 관하여>, <가치에 관하여 또는 미덕에 관하여>, <현자의 특징이 되는 성향에 관하여>, <의학>, <농업에 관하여>, <그림에 관하여>, <전략론>, <대양의 주항>, <역사에 관하여>, <칼데아의 사상>, <프리기아의 사상>, <바빌로니아의 신성 문헌에 관하여>, <메로에의 신성한 문헌에 관하여>, <질병으로 인한 열과 감기에 관하여>, <아포리아에 관하여>, <법적 문제들>, <피타고라스>, <추론의 규준에 관하여>, <확증>, <윤리의 논점들>, <행복에 관하여>, 이 모든 것이 소실되었다.

우리에게 남겨진 것은 원본이 아니라 아리스토텔레스가 재구성한 것들이다. 일신교가 지배하던 시대에 데모크리토스의 이성적이고 유물론적인 자연주의는 허락되지 않았다. AD 390~391년 테오도시우스 황제가 기독교를 의무로 칙령한 이래로 아테네와 알렉산드리아에 있던 모든 학교가 폐쇄되고 기독교 교리에 맞지 않는 모든 문서가 방대하고 조직적으로 파괴되었다. 영혼의 불멸을 믿었던 플라톤과 아리스토텔레스는 용인되었다.

## 같이 보기
- 원자
- 존 돌턴
- 바이셰시카 학파